# Paenula paupercula
Paenula paupercula là một loài nhện trong họ Sparassidae.
Loài này thuộc chi Paenula. Paenula paupercula được Eugène Simon miêu tả năm 1897.